# Nuestra Señora de la Soledad (Oaxaca)

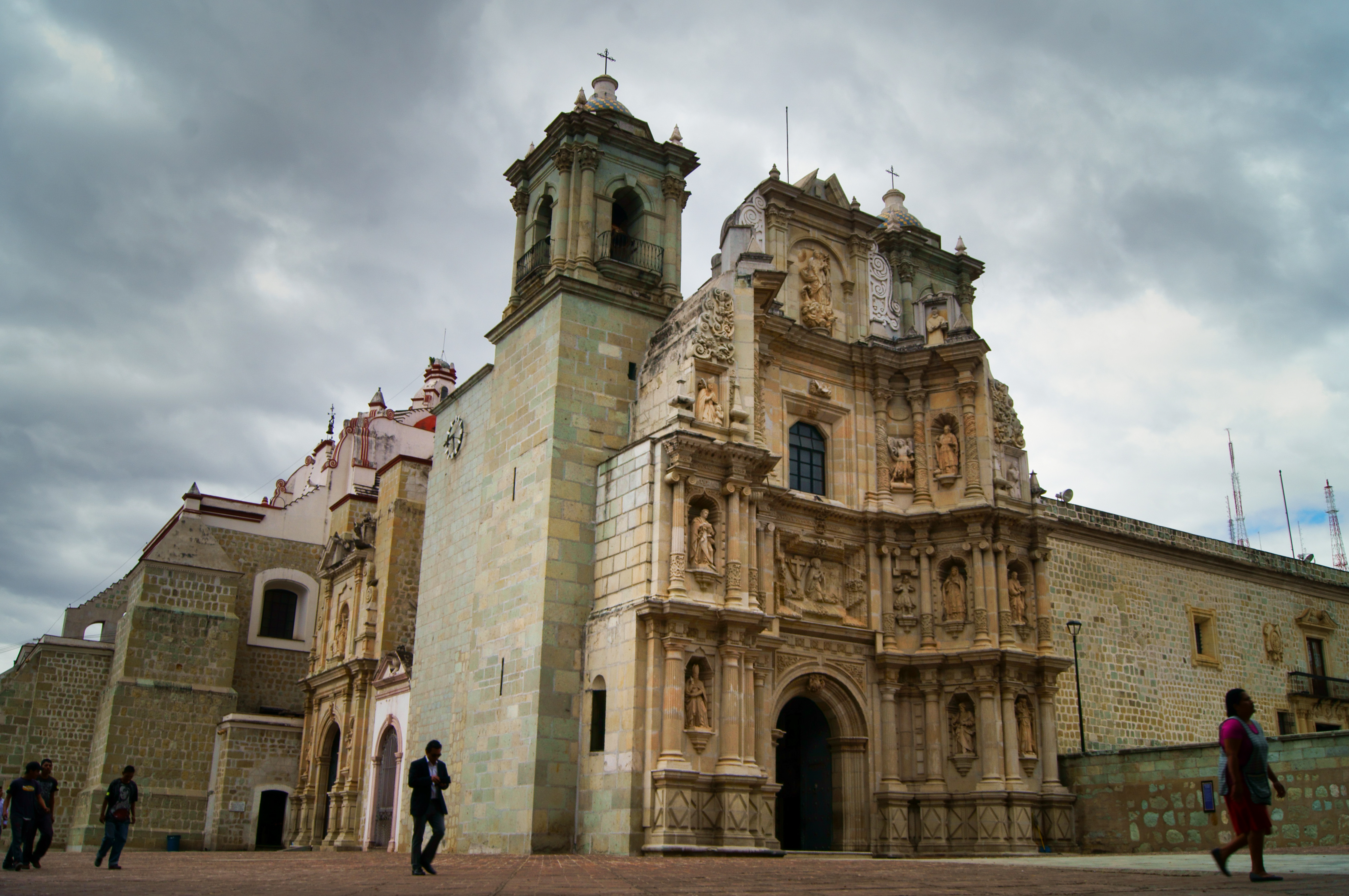
Basilika Nuestra Senora de la Soledad

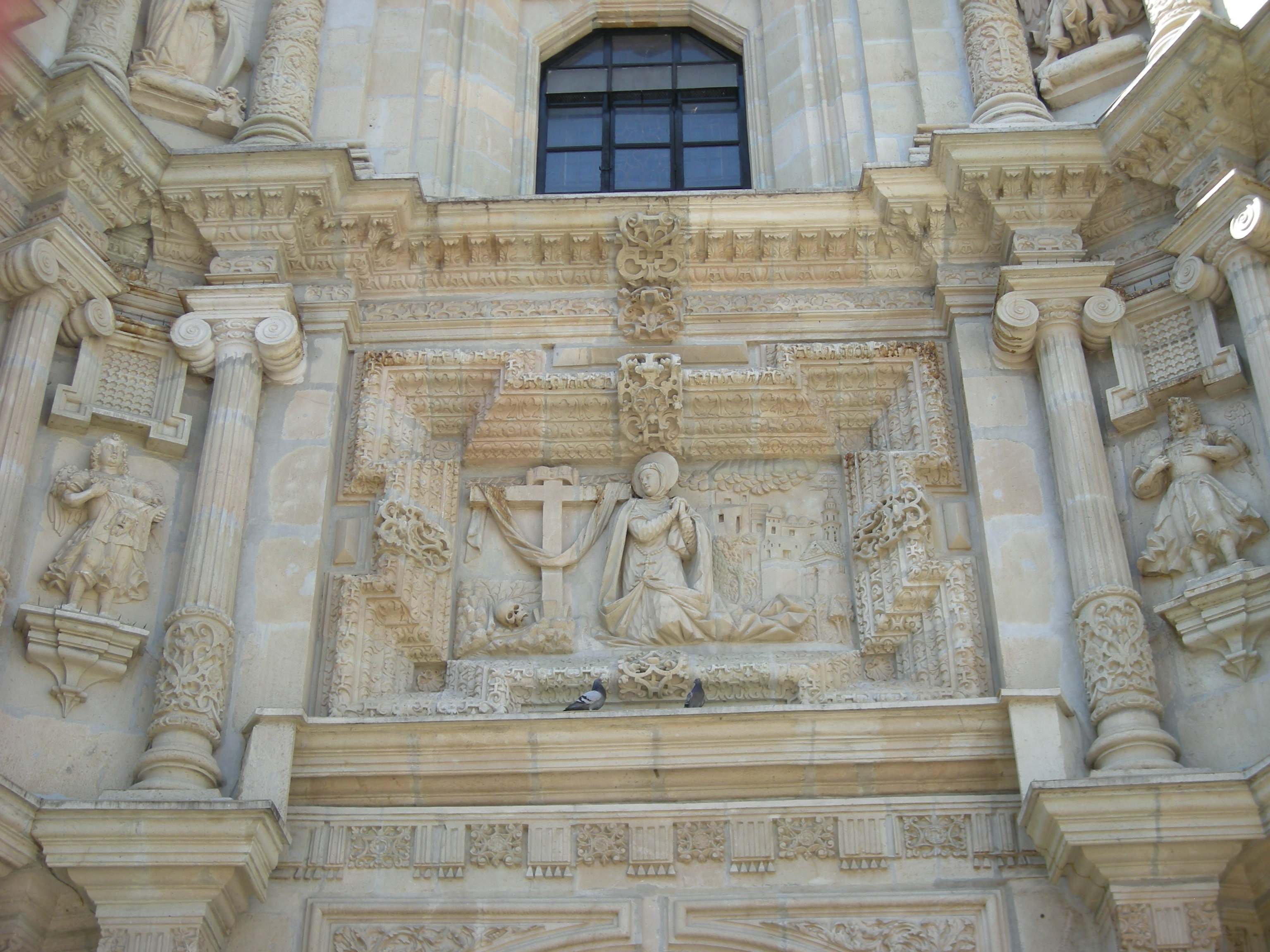
Jungfrau Maria, kniend und weinend, am Fuße des Heiligen Kreuzes.

Die Basilika Nuestra Señora de la Soledad (deutsch Basilika Unserer Lieben Frau von der Einsamkeit) ist eine römisch-katholische Kirche in der Stadt Oaxaca de Juarez, Hauptstadt des südmexikanischen Bundesstaates Oaxaca. Die Kirche des Erzbistums Antequera ist der Jungfrau der Einsamkeit gewidmet, seit 1909 auch Schutzpatronin der Stadt Oaxaca. 

## Geschichte
Das Bauwerk wurde zwischen 1682 und 1690 im Stil des Barock errichtet. In den Jahren 1717 und 1718 wurde die reich geschmückten Fassade vorgesetzt. Die Kirche erhielt 1959 den Titel einer Basilica minor. Die Basilika de la Soledad ist denkmalgeschützt und Teil des historischen Zentrums der Stadt Oaxaca, das 1987 von der UNESCO zum Weltkulturerbe erklärt wurde.

## Beschreibung
Die einschiffige Saalkirche La Soledad hat den Grundriss eines lateinischen Kreuzes und ist mit Tonnengewölben bedeckt. Am Übergang zwischen den Gewölben des Querschiffs und des Hauptschiffs befindet sich eine Vierungskuppel über einem achteckige Tambour, deren Außenfläche mit Kacheln verkleidet ist. Die Kirche wurde aus grünem Bruchsteinerbaut, ein in einigen Teilen Oaxacas sehr verbreiteter Stein. Die Kirche ist erdbebensicher konstruiert, da zum Zeitpunkt ihres Baus bereits einige Gebäude in Oaxaca durch mehrere Erdbeben zerstört worden waren. Seitlich liegt ein ehemaliges Kloster, heute als Rathaus genutzt.
Die prächtige Fassade wurde im Gegensatz zum Langhaus aus gelbem Bruchstein vor der alten Doppelturmfassade mit einer konkaven Form errichtet. In der Mitte der unteren Etage der Fassade befindet sich das mächtige, bleiverkleidete Portal mit einem Rundbogen. Es ist mit pflanzlichen Ornamenten gestaltet und wird  von zwei Säulen mit kanneliertem Schaft und dorischem Kapitell flankiert. Vier Nischen mit polygonalen Bögen und Sockel zeigen die Skulpturen der Heiligen Petrus,  Paulus, Augustinus und Rosa von Lima, jeweils flankiert von zwei Säulen mit gestreiften Schäften und dorischen Kapitellen unter Verwendung von Triglyphen und Metopen. In der Etage über dem Haupteingang befindet sich ein Relief, das die kniende und weinende Jungfrau Maria zu Füßen des Heiligen Kreuzes zeigt, dazu ein menschlicher Schädel und kleine Buschzweige, die das Leben nach dem Tod darstellen, sowie im Hintergrund ein Relief mit dem Volk von Jerusalem. An den Seiten sind zwei kleine Engel zu sehen, von denen der erste aufgrund des Mantels mit dem Antlitz Christi an Veronika erinnert, während der andere auf den Erzengel Michael anzuspielen scheint. Weiterhin stehen in vier Nischen mit Spitzbögen und Sockeln die Heiligen Anna, Joachim, Johannes der Evangelist und Lucia, eingerahmt von dreifachen Säulen und ionischen Kapitellen. In der Mitte des dritten Körpers befindet sich ein Fenster, an den Seiten die Darstellung der Verkündigung der Jungfrau Maria mit dem Erzengel Gabriel auf der einen und der knienden Jungfrau auf der anderen Seite, zwei Nischen mit Muschelelementen, die im Inneren durch Skulpturen des hl. Sebastian und der hl. Elisabeth dargestellt sind. An den Seiten zeigen zwei kleinen Reliefs die hln. Nikolaus von Myra und Nikolaus von Tolentino. Im Giebel stellt ein Relief die Himmelfahrt Mariens dar.
Im Inneren der reich geschmückten Kirche befinden sich Beispiele der europäischen Barockmalerei: die Ekstase des Heiligen Augustinus sowie Bilder der Heiligen Maria Magdalena, die Theresia, Katharina, Hieronymus und Ursula.